# Адам Кок III
Адам Кок III (африк. Adam Kok III, 16 октября 1811, Западный Грикваланд — 30 декабря 1875, Умзимкулу, Наталь) — лидер гриквы на Земле Адама Кока и в Восточном Грикваланде.

## Биография

### Ранние годы
Адам Кок III родился в семье капитана Адама Кока II в Западном Грикваланде. Адам получил образование в миссионерской школе Филипполиса после того, как его семья и последователи отца переехали в этот регион после споров с другими группами гриквы. Он был назначен членом совета ещё в юном возрасте и должен был исполнять обязанности капитана, пока его отец отсутствовал. После смерти его отца в 1835 году, началась борьба за место лидера между ним и его старшим братом Абрахамом, в которой Адам победил и стал капитаном гриквы Земли Адама Кока в 1837 году.

### Взаимодействие с соседями
Договор Нейпира, подписанный в 1843 году между Мошвешве I и Адамом Коком III по совету и при содействии миссионеров Юджина Кассалиса и Джона Филиппа, с одной стороны, и губернатора Капской колонии Джорджа Томаса Нейпира с другой, признавал юрисдикцию Мошвешве I над его землями между реками Оранжевой и Каледон. Нейпир надеялся, что этот договор сохранит мир в регионе, чтобы британцы могли беспрепятственно продолжать торговлю. Этот договор был немедленно отвергнут миссионерами и вождями на том основании, что он отнял у них часть их земель. Адам сдал в аренду часть земли трекбурам, и к 1836 году более 1 500 фермеров уже обосновались на территории гриквы. Затем в 1838 году он издал закон, запрещавший продажу арендованной земли трекбурам. В 1840 году это было изменено при условии, что трекбур должен будет признать юрисдикцию и власть Адама Кока III над землей гриквы. Хотя их не разрешалось продавать, гриква допускали длительную аренду с европейцами, в некоторых случаях более чем на 40 лет.

### Восточный Грикваланд
В 1861 году Адам Кок III принял предложение британцев поселить его народ в восточной части Капской колонии. Он повёл свой народ в двухлетний поход по Южной Африке. Во время похода гриква потеряли большую часть своего скота и лошадей, так как они страдали от засухи и набегов басуто. В феврале 1863 года они переправились через Драконовы горы и спустились вдоль берегов реки Кенига к горе Карри (тогда известной как Берг-Вифтиг), где основали Восточный Грикваланд. После того как они закрепились на территории, они занялись пополнением своих стад и отар. Гриква также строили здания из кирпича и преуспели в создании эффективного правительства и законодательного органа. Они увеличили свои доходы за счёт налогов, торговых лицензий и штрафов. В 1867 году Гриква напечатали свою собственную валюту, которая, однако, использовалась только в их юрисдикции. Эти монеты и банкноты никогда не достигали полного обращения, и платежи за сборы обычно производились в виде крупного рогатого скота, коз, овец и зерна. В 1874 году Адам Кок III помогал англичанам в кампании по покорению народа хлуби в Натале. В том же году Капская колония взяла Восточный Грикваланд под контроль опекунского правительства, фактически свергнув Адама Кока III.

### Смерть
Адам Кок III умер не оставив наследника 30 декабря 1875 года после того, как был ранен в результате несчастного случая с фургоном. Капская колония аннексировала Восточный Грикваланд в 1877 году после принятия закона об аннексии Восточного Грикваланда (Акт 38 от 1877 года). Этот закон был обнародован только 17 сентября 1879 года, когда были учреждены четыре магистрата в Кокстаде, Мататиле, Маунт-Фрере и Умзимкулу.